# Biessenhofen

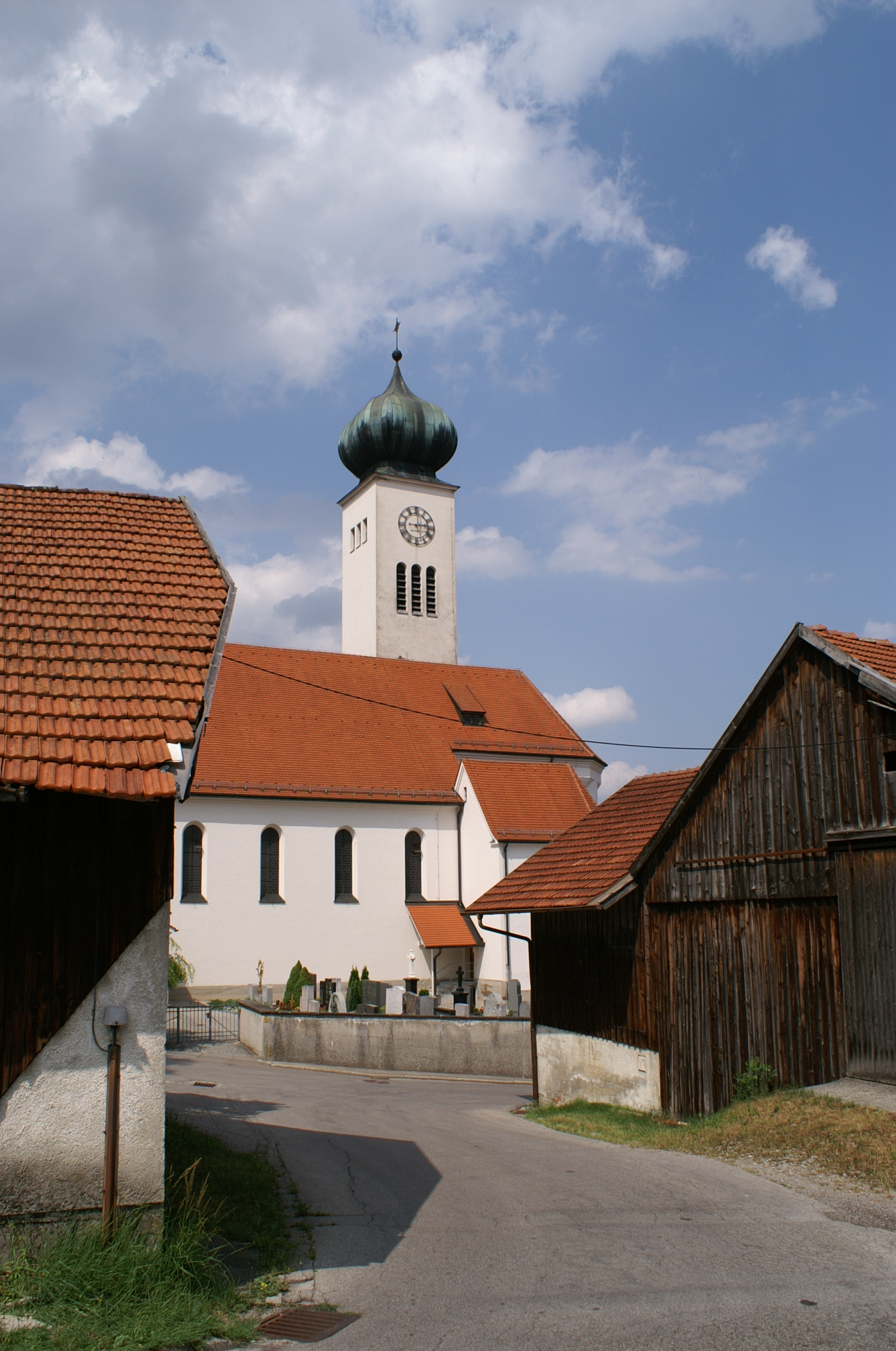
Pfarrkirche St. Georg, 1928 neu errichtet.

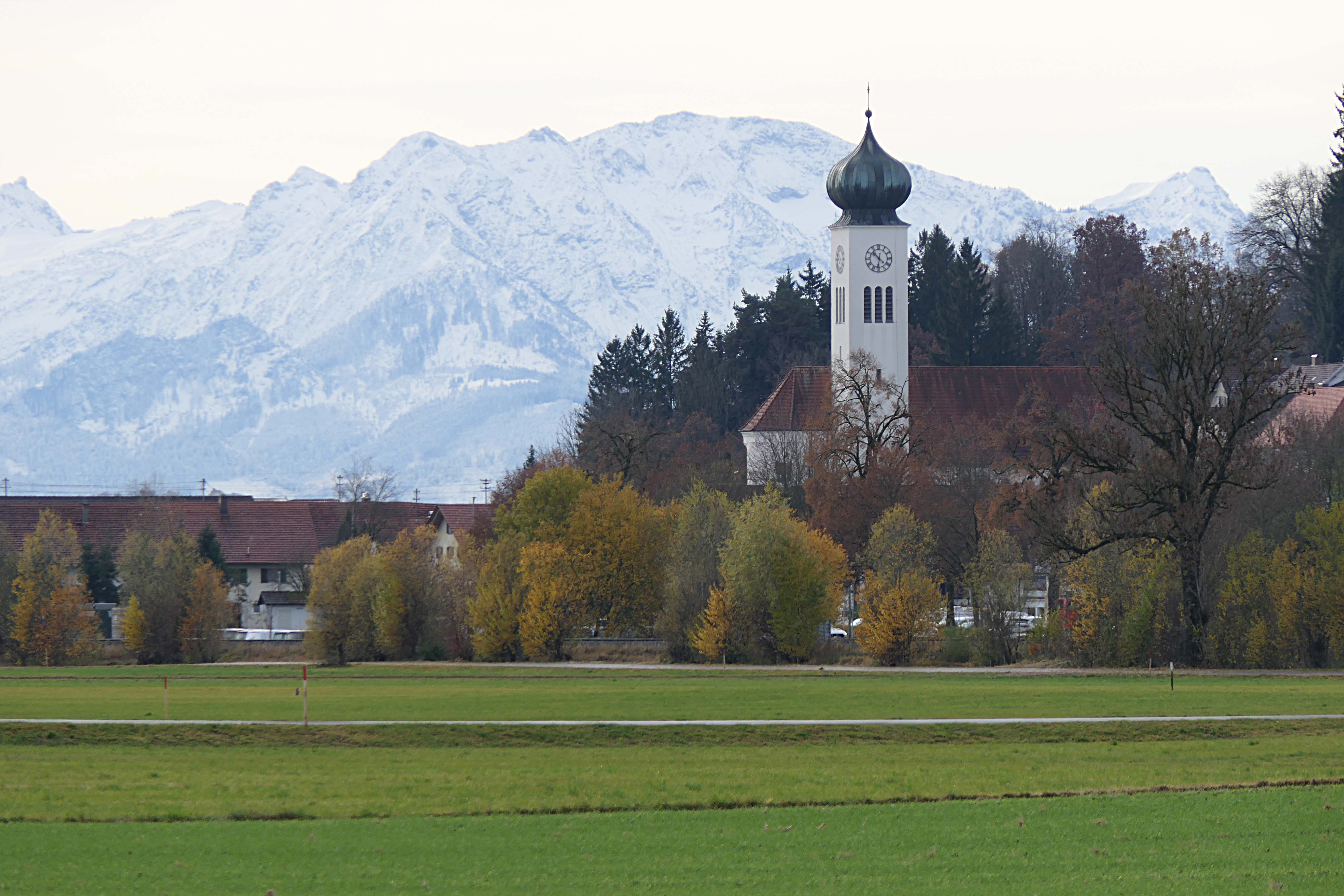
Biessenhofen mit Brentenjoch

Biessenhofen (mundartl.: Biasəhofə) ist eine Gemeinde im schwäbischen Landkreis Ostallgäu und Sitz der Verwaltungsgemeinschaft Biessenhofen.

## Geografie
Die Gemeinde liegt in der Planungsregion Allgäu in der Nähe des Bachtelsees und des Bärensees. Die Gemeinde Biessenhofen befindet sich im Tal der Wertach in einer Höhenlage zwischen 683 (Bärensee) und 795 m ü. NHN (nördlich vom Wirthsee). Es gibt die Gemarkungen Ebenhofen und Altdorf.
Es gibt 7 Gemeindeteile (in Klammern ist der Siedlungstyp angegeben):
- Altdorf (Kirchdorf)
- Biessenhofen (Pfarrdorf)
- Ebenhofen (Pfarrdorf)
- Gennachsäge (Einöde)
- Hörmanshofen (Kirchdorf)
- Kreen (Weiler)
- Weiß (Einöde)

## Geschichte

### Bis zur Gemeindegründung
Der Ort wurde urkundlich als „Villa Buosahoua“ im Jahre 929 erstmals erwähnt. Biessenhofen gehörte zur Fürstabtei Kempten und ab 1610 zum Hochstift Augsburg. Auch gab es auf dem heutigen Gemeindegebiet die 1551 aus den Restbeständen der Herrschaft Kemnat durch Simprecht von Benzenau gebildete kleine Herrschaft Ottilienberg mit dem Zentrum Dorf und Gericht Altdorf. Seit dem Reichsdeputationshauptschluss von 1803 gehören die Orte im Gemeindegebiet zu Bayern. Im Zuge der Verwaltungsreformen in Bayern entstand mit dem Gemeindeedikt von 1818 die politische Gemeinde, die bis Dezember 1976 Gemeinde Altdorf hieß.

### 19. bis 21. Jahrhundert
Im Jahre 1852 erhielt Biessenhofen Anschluss an die Eisenbahn. In den Jahren von 1864 bis 1876 hielt dort öfters der Hofzug des bayerischen Königshauses und die hohen Herrschaften stiegen in bereitgestellte Kutschen um, um nach Füssen zu gelangen. 1905 siedelte sich die Allgäuer Alpenmilch AG in Biessenhofen an.
Am Ende des Zweiten Weltkriegs befand sich in Biessenhofen aufgrund der verkehrsgünstigen Lage ein großes Entlassungslager der US-Armee.
Am 23. Dezember 1976 wurde der Name der Gemeinde Altdorf amtlich in Biessenhofen geändert. Der neue Name der Gemeinde wurde erst nach einer Bürgeranhörung durch eine Regierungsverordnung festgelegt.
Im Jahre 2014 wurden im Gemeindeteil Altdorf bedeutende Grabbeigaben alemannischer Gräber des 5. bzw. 6. Jahrhunderts geborgen. Darüber hinaus wird vermutet, dass sich bei Altdorf die römische Siedlung Escone befand.

### Eingemeindungen
Am 1. April 1971 wurde die Gemeinde Ebenhofen in die Gemeinde Altdorf eingegliedert.

### Einwohnerentwicklung
Biessenhofen wuchs von 1988 bis 2008 um 233 Einwohner bzw. etwa sechs Prozent. Zwischen 1988 und 2018 wuchs die Gemeinde von 3788 auf 4134 um 346 Einwohner bzw. um 9,1 %.
| Jahr | Einwohner |
| ---- | --------- |
| 1840 | 853       |
| 1900 | 1064      |
| 1939 | 1485      |
| 1950 | 2598      |
| 1961 | 2798      |
| 1970 | 3207      |
| 1987 | 3806      |
| 1991 | 3927      |

| Jahr | Einwohner |
| ---- | --------- |
| 1995 | 3795      |
| 2000 | 4067      |
| 2001 | 4084      |
| 2004 | 4025      |
| 2005 | 4023      |
| 2006 | 4026      |
| 2007 | 4046      |
| 2008 | 4021      |

| Jahr | Einwohner |
| ---- | --------- |
| 2009 | 4129      |
| 2010 | 3981      |
| 2011 | 4042      |
| 2012 | 4002      |
| 2013 | 3986      |
| 2014 | 3990      |
| 2015 | 4061      |
| 2016 | 4073      |

| Jahr | Einwohner |
| ---- | --------- |
| 2017 | 4101      |
| 2018 | 4134      |
| 2019 | 4117      |
| 2020 | 4169      |

Quelle: BayLSt

## Politik

### Bürgermeister
Erster Bürgermeister ist Wolfgang Eurisch (CSU). Dieser löste bei den Kommunalwahlen im März 2008 den vorherigen langjährigen hauptamtlichen Bürgermeister Erwin Fahr ab.

### Gemeinderat
Der Rat der Gemeinde besteht aus 16 Mitgliedern, die alle sechs Jahre neu gewählt werden. Die vergangene Kommunalwahl 2020 kam zu folgendem Ergebnis und ergab entsprechende Sitzverteilung:
| Partei/Liste                                | %     | Sitze |
| ------------------------------------------- | ----- | ----- |
| Überparteiliche Wählergemeinschaft/CSU      | 59,3  | 9     |
| Freie Wählergemeinschaft Biessenhofen e. V. | 40,7  | 7     |
| Gesamt                                      | 100,0 | 16    |

### Wappen
| Wappen von Biessenhofen | Blasonierung: „Gespalten von Silber und Blau; vorn eine bewurzelte grüne Linde, hinten ein golden gekrönter und golden bewehrter silberner Löwe.“ |
| Wappen von Biessenhofen | Ministerialentschließung vom 5. Juli 1956. |

## Wirtschaft und Infrastruktur

### Wirtschaft einschließlich Land- und Forstwirtschaft
Im Jahr 2021 gab es nach der amtlichen Statistik im Bereich Handel und Verkehr 298 sozialversicherungspflichtig Beschäftigte am Arbeitsort. In sonstigen Wirtschaftsbereichen waren am Arbeitsort 1334 Personen sozialversicherungspflichtig beschäftigt. Sozialversicherungspflichtig Beschäftigte am Wohnort gab es 1719. Im verarbeitenden Gewerbe (einschließlich Bergbau und Gewinnung von Steinen und Erden) gab es vier, im Bauhauptgewerbe fünf Betriebe. Zudem bestanden im Jahr 2020 32 landwirtschaftliche Betriebe mit einer landwirtschaftlich genutzten Fläche von 1466 Hektar (ha). Davon waren 1382 ha Dauergrünfläche.

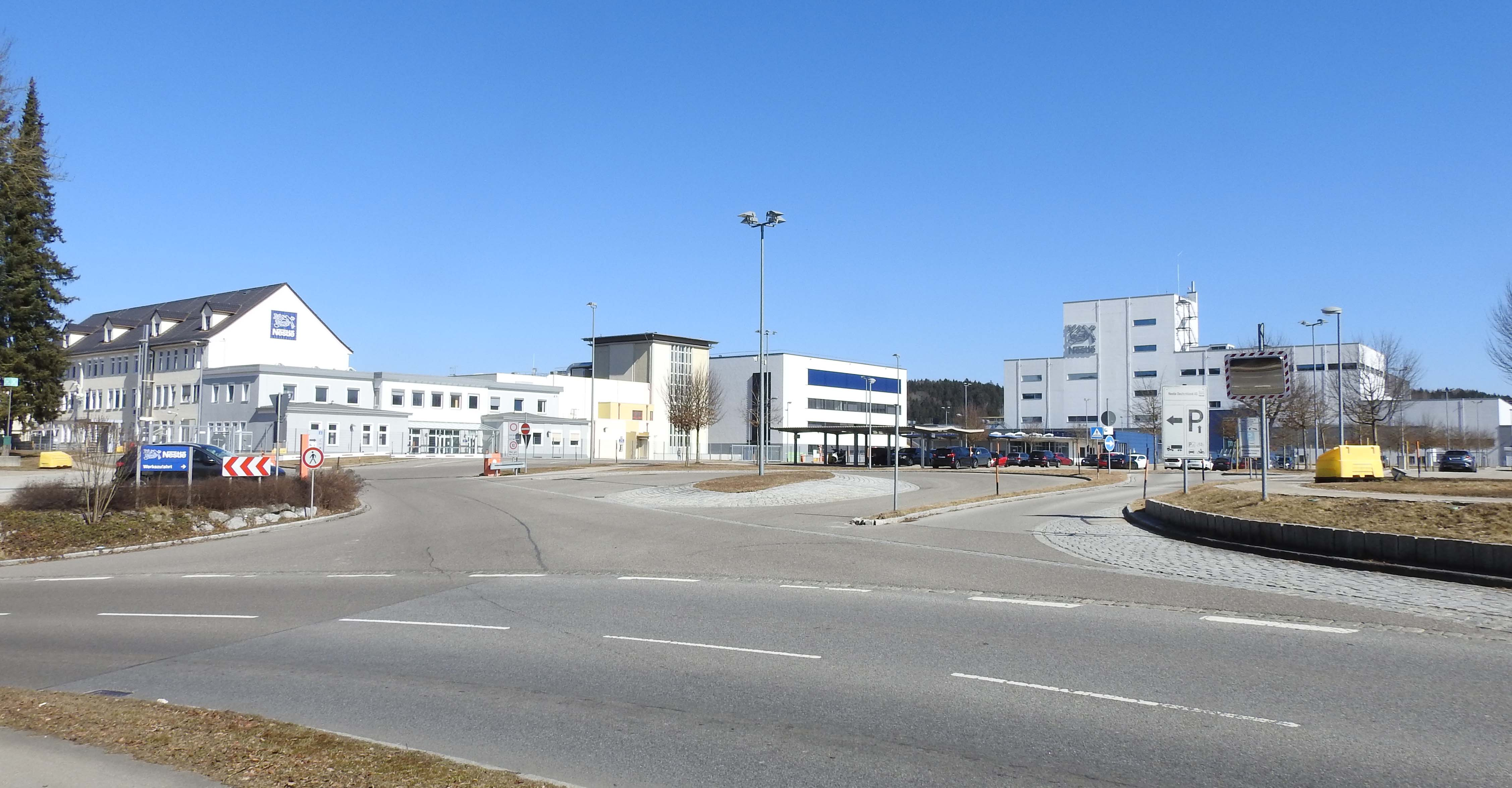
Nestle-Werk in Biessenhofen

Größter Arbeitgeber in Biessenhofen mit 670 Mitarbeitern (Stand: 2021) ist ein Werk des Nestlé-Konzerns (gegründet 1905 als Tochterunternehmen der Berner Alpenmilch, umfirmiert 1917 als Alpursa, ab 1932 als Allgäuer Alpenmilch AG und 1972 von Nestlé übernommen). Hergestellt wurden verschiedene Milchprodukte (früher u. a. die Bärenmarke). Inzwischen besteht der Hauptteil der Produktion aus hypoallergener Säuglingsnahrung und Instantbreien (Marken Alete und Beba), klinischer Trinknahrung (Marke Clinutren) sowie Suppen und Soßen (Marke Thomy Les Sauces) und seit 2004 auch trinkfertigen Kaffeeprodukten (Marke Nescafé Xpress).
Seit 2009 wird das Werk großflächig erweitert, um der steigenden Nachfrage nach Säuglingsnahrung gerecht zu werden.

### Verkehr

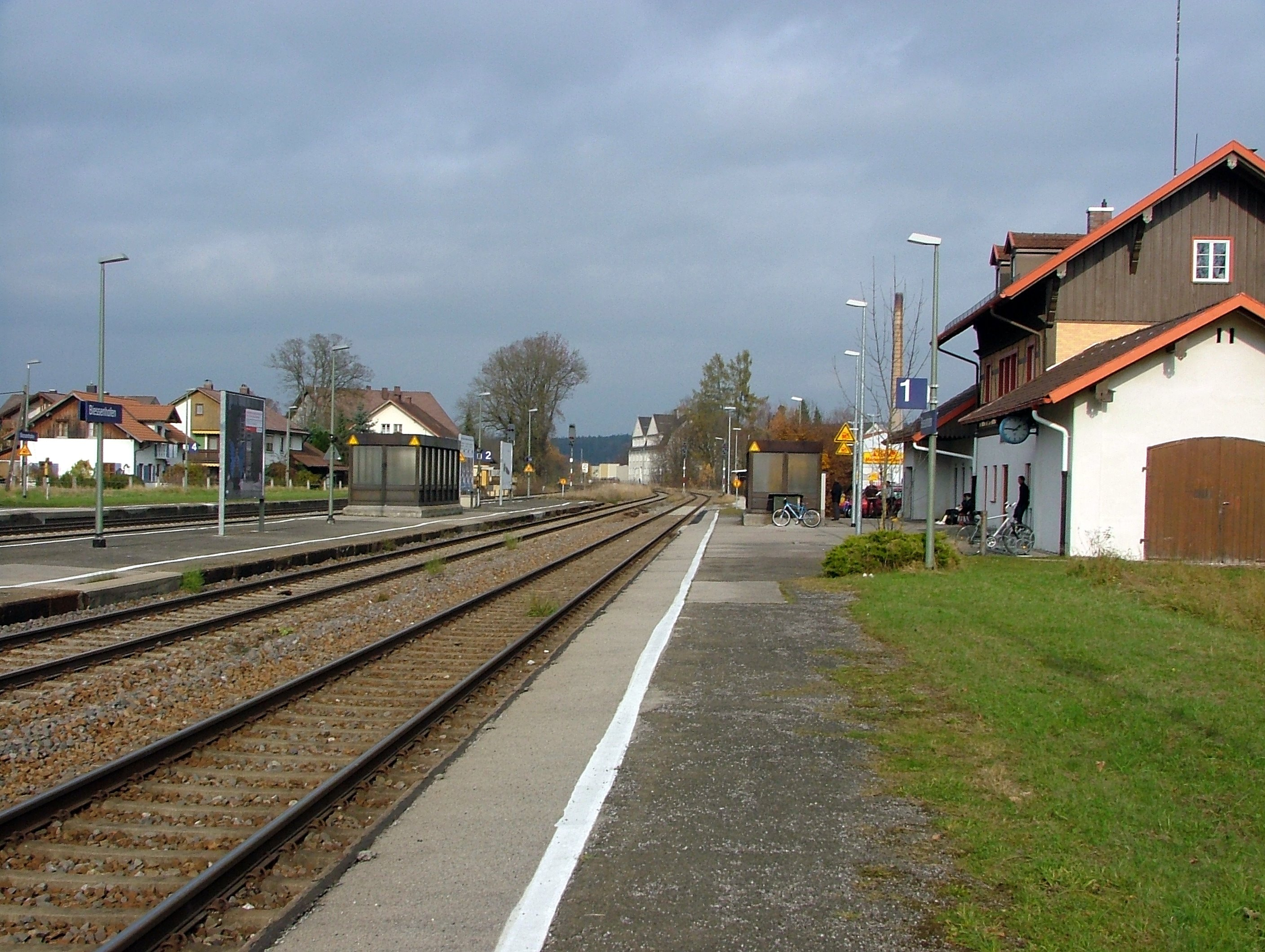
Bahnhof Biessenhofen

Der Bahnhof Biessenhofen liegt am Schnittpunkt zweier Bahnlinien. Eine davon ist die Bayerische Allgäubahn von München nach Lindau (Bodensee) (siehe auch Ludwig-Süd-Nord-Bahn von Lindau über Kempten (Allgäu) Richtung Augsburg und weiter nach Nürnberg), eine der ältesten bayerischen Eisenbahnstrecken. Da die meisten Züge heute ab Buchloe nach München abbiegen, hat man auch dahin Anschluss. Nach Süden zweigt die Bahnstrecke Biessenhofen–Marktoberdorf ab, an der auch der Haltepunkt Ebenhofen liegt. Biessenhofen ist damit ein Umsteige- und Pendlerbahnhof im Allgäu. Die Bundesstraße 16 führt durch Biessenhofen; an die Bundesstraße 12 besteht direkter Anschluss und somit auch zu den Autobahnen 96 und 7.

### Bildung
2022 gab es folgende Einrichtungen:
- 3 Kindergärten: 185 Kindergartenplätze mit 173 Kindern
- 2 Volksschulen: 17 Lehrkräfte und 234 Schülerinnen und Schüler

### Wasserversorgung
Die Gemeinde versorgt sich aus den Brunnen 1 und 2 westlich von Altdorf. Das Wasserschutzgebiet umfasst ca. 43 ha.